# Deva (Playa)
La playa de Santiago de Deva,  está situada en la margen derecha de la desembocadura del río Deva y forma parte de la  villa del mismo nombre perteneciente a la provincia de Guipúzcoa, País Vasco (España). Está separada de la ría del río Deva por un espigón artificial de rocas. Su arena es de color oscuro, proveniente de las rocas de pizarra de los montes que la rodean, característica que comparte con su vecina playa de Hondar Beltz que se sitúa en la otra orilla de la ría, y pertenece a Motrico, cuyo nombre quiere decir en castellano arena negra.
La playa de Deva tiene un arenal de una longitud de 420 m y una anchura de 160 m, muy variable con las mareas. Se amplía con la playa de Lapari, con otros 350 m de longitud y 90 de anchura, situada en el lado este de la de Deva y que ya se cierra con la rasa mareal que procede de Zumaya. Alcanza una superficie total  de 80.000 m². 
Rodeando a la playa hay un magnífico paseo marítimo que se extiende por la ría del Deva, antiguo puerto comercial, y se abre en un parque alameda hasta el núcleo urbano de la villa.
La calidad de sus aguas fue deficiente por la contaminación que el Deva arrastraba hasta el mar. El proceso de saneamiento de su cuenca ha influido notablemente en la mejora de las aguas. 
En esta playa se produce una de las olas de mayor tamaño que podemos encontrar en la costa vasca; es una ola derecha conocida como Sorgin-Zulo, que posee gran fuerza y que puede llegar a aguantar hasta los 5 metros. En los días de poca mar los picos de olas se suceden a lo largo de la playa y más cerca de la orilla, lo que la hace muy apta para la práctica del surf.
Completamente urbana y dotada de todos los servicios, la playa de Deva es el elemento básico alrededor del cual gira el turismo en la villa.
Desde finales del siglo XIX la villa de Deva ha sido destino turístico de importancia en Guipúzcoa. Son muchos los turistas, destacando desde siempre los procedentes de Madrid, que pasan una temporada en estos lares. También es la playa de toda la cuenca del Deva y, principalmente, de la ciudad de Éibar, hecho favorecido por las comunicaciones basadas desde siempre en el ferrocarril.
Las obras de recrecimiento del arenal que se realizaron a finales del siglo XX hicieron que la conexión con la vecina playa de Lapari se mantuviera en marea alta, incluso en los períodos de mareas vivas, y que la anchura del arenal se mantenga dignamente en las mareas más altas.